# 聖瑪利諾聯合學區
聖瑪利諾聯合學區（San Marino Unified School District, SMUSD）是美國加州洛杉磯郡的一個學區, 總部位於圣玛利诺。 San Marino USD 共有四间学校（小學兩間，初、高中各一），分別為 Carver Elementary School、Valentine Elementary School、Huntington Middle School、San Marino High School。聖瑪利諾學區整體表現蟬聯加州第一，根據2010年加州教育廳 Academic Performance Index 調查，San Marino USD 獲得高達949分（滿分為1000分）。目前該學區五名教育委員（School Board Members）之中，有三位是亞裔，分別為韓裔的 Nam Sun Paik Jack 女士（兼主席），臺灣移民張志堅（Joseph Chang，兼副主席）以及同樣來自臺灣的嚴正博士（Jeng Yen, Ph.D.）。